# Террани
Террани (англ. Terran від лат. Terra - Земля) — вигадана раса зі всесвіту Starcraft, більшою мірою представленого однойменною серією відеоігор. Згідно сюжету, Террани зовні ідентичні людям, від яких походять, але певна їхня частина має псіонічні здібності, які дозволяють користуватися телепатією і телекінезом.
У всесвіті Starcraft Террани опиняються в центрі війни між зергами та протоссами, намагаючись вижити в ній. При цьому вони самі переживають громадянську війну, хоча, дехто серед терранів зуміли налагодити співпрацю з протоссами.

## Місце у всесвіті Starcraft
Террани з'явилися в секторі Копрулу найпізніше з усіх рас всесвіту Starcraft. Це нащадки землян, злочинців і дисидентів, висланих на колонізацію інших планет. Звиклі до тяжкого життя під час польоту і заснування колоній, террани навчилися швидко підлаштовуватися під обставини. Попри наявність держави Домінону терранів, існують відокремлені колонії, пірати і незалежні промислові гільдії. Війська терранів різноманітні та витривалі, особливо ефективні в обороні. Деякі террани володіють псіонікою і цим цінні для військової машини Домініону. Діти з псіонічними здібностями насильно відбираються для навчання, а їхня діяльність суворо контролюється.
Земляни, хоч і володіють подібними технологіями, перевершують терранів. Вони тривалий час таємно спостерігали за колоніями терранів і змогли прислати військову експедицію у сектор Копрулу, щоправда не зуміли повернутися через втрату флоту. Однак вцілілі земляни розселилися серед терранів, почасти ставши військовими найманцями.

## Історія терранів

### Передісторія
До XXIII століття на перенаселеній Землі владу захопила соціалістична організація, відома яка «Ліга Об'єднаних держав». Намагаючись покращити організацію та життя суспільства, вона проводила політику жорсткої цензури і заборон. В ході боротьби за чистоту людських генів поліцією Ліги були спіймані й заарештовані 400 мільйонів дюдей з кримінальними схильностями або генними мутаціями, в тому числі велика кількість талановитих хакерів і комп'ютерних піратів. Ліга проводила над ними эксперименти, намагаючись за допомогою хімічного і навіть хірургічного впливу виправити їхні відхилення. Їх також використовували як піддослідні об'єкти.
До того моменту всі планети Сонячної системи були колонізовані, крім того була відкрита варп-технологія, що зробила можливим польоти до зірок. Як експеримент з дальньої колонізації 56 000 в'язнів були відправлені в дальній космос з ціллю колонізувати планетну систему Гантріс 4. З Землі було відправлено чотири величезних кораблі заповнені дисидентами і злочинцями, штучно введеними в анабіоз. Польотом керував суперкомп'ютер ATLAS, однак в ході рейсу стався збій навігаційної системи, і кораблі збилися з курсу. Незабаром їхні двигуни вичерпали свій ресурс, і судна були змушені здійснити аварійну посадку на далеких планетах за 60 тисяч світлових років від Землі, в секторі Копрулу.
Три кораблі уціліли і приземлились на планетах Тарсоніс, Морія і Умоя. Прокинувшись з анабіозу, в'язні заснували на них колонії, які не мали зв'язку з Землею. Тарсонійська колонія, завдяки вцілілому на її кораблі «Нагльфар» суперкомп'ютеру ATLAS, розвивалася швидше за інші і стала домінуючою. Тарсонійці колонізували ще кілька планет і подали ідею про формування Конфедерація терранів. Конфедерація виграла чотирирічну війну проти Морійських колоністів, під час якої вперше були застосовані Голіаф, бойові пілотовані роботи. Крім того вчені Конфедерації навчились розвивати псіонічні здібності телепатів і розпочали підготовку військ спеціального призначення, відомих як «Привиди».
З часом Конфедерація зі столицею Тарсоніс-сіті розвинулась у величезну бюрократичну машину, якою управляли корумповані сенатори. Це викликало роздратування в багатьох колоніях, і як результат, призвело до повстання на планеті Корхал. Під керівництвом Ангуса Менгска повстанська організація «Сини Корхалу» очистила свою планету від військ Конфедерації, але сам Менгск був убитий трьома «привидами», серед яких, можливо, була і Сара Керіган. На посту керівника повстання його замінив його син Арктурус Менгск, котрий продовжував повстання і водночас таємно проводив переговори з Умоянським Протекторатом. В цей час Конфедерація, змирившись з тим, що повстання неможливо придушити, спустошила Корхал масованими ядерними ударами.
Боротьба «Синів Корхалу» тривала. Арктурусу вдалось проникнути на базу Конфедерації, де проводились експерименти над расою зергів. Учені Конфедерації намагалися опанувати розум зергів, щоб нацькувати їх на ворогів. У цьому експерименті брала участь Сара Керіган, врятована Менгском від зергів, за що вона перейшла на сторону повстанців. Сини Корхалу спробували закріпитися на планеті Чау Сара, однак були розбиті Ескадроном Альфа, елітним підрозділом Конфедерації під керівництвом Едмунда Дюка.

### Сюжет ігор

#### StarCraft

Піхотинець терранів — символ раси в StarCraft

В цей час (2499 рік) відбулася навала зергів на планети Чау Сара і Мар Сара. Вони виникли зі спор, засіяних на планети Конфедерації, та почали атакувати і заражати поселення колоністів. Конфедерація покидала захопленні зергами колонії одну за іншою, намагаючись приховати інциденти, в той час як повстанці допомагали евакуювати їх жителів, що укріплювало їх позиції. На їх сторону перейшов офіцер колонії Мар Сара, Джим Рейнор, один із головних героїв гри. Продовжуючи війну з Конфедерацією, Менгск переміг Ескадрон Альфа на планеті Антіга Прайм. Сини Корхалу також вртяували Едмунда Дюка від зергів, примусивши його співпрацювати з повстанцями. Менгск оволодів технологією псі-емітера, маяка-приманки для зергів. З його допомогою Сини Корхалу нацькували зергів на столицю Конфедерації, Тарсоніс, залишаючи на планеті Сару Керіган, що змусило Рейнора відвернутись від Менгска. Знищивши керівну верхівку Конфедерації, Менгск прогосив себе імператором Домініону терранів, фактично отримавши повну владу над сектором Копрулу.
Терранам також довелось зіткнутися з цивілізацією протоссів, яка давно боролася із заразою зергів. Протосси знищували будь-які види життя на заражених зергами колоніях, через це виник конфлікт з терранами. Рейнору вдалося вступити в контакт з одним з лідерів протоссів, Тассадаром, і утворити союз. За це протосси дозволили евакуювати населення заражених планет, перед тим як їх знищити, але Тассадар був знятий с поста претора Конклавом протоссів. Згодом Рейнор і Тассадар разом брали участь в битвах на Айурі проти Вищого розуму зергів і знищилили його.
В StarCraft: Brood War, по закінченню цієї війни, Домініон терранів був втягнутий до війни з Об'єднаним Земним Директоратом, який намагався поширити владу Землі на колонії. Флот з Землі під керівництвом адмірала Дю Галле і віце-адмірала Олексія Стукова прибув до сектора, захопив пустельний Корхал і успішно взяв під контроль Вищий розум на планеті Чар, а разом з ним і всіх зергів регіону. Наприкінці гри ОЗД був розгромлений зграями зергів, яких контролювала заражена Керіган, вона також знищила Вищий розум і встановила повний контроль над зергами регіону.

#### StarCraft II
Сара на чотири роки зникла і напади зергів припинилися до 2504 року. На той час Джим Рейнор жив життям вигнанця разом з іншими повстанцями проти тиранії Домініону. Давній друг Рейнора, Тайкус Фіндлі, відшукав повстанців з пропозицією заробити в обмін на пошуки артефактів зел'наґа. Несподівано зерги масовано атакували Домініон, спричинивши численні жертви. Рейнору з іншими повстанцями вдалося втекти на кораблі «Гіперіон» і розшукати на руїнах Тарсонісу записи наказів Менгска ввімкнути псі-еміттери. Повстанці вирішили скористатися цим, оприлюднивши записи і підірвавши владу Менгска.
Паралельно шукаючи артефакти, Рейнор зустрів Зератула, який повідомив про наближення могутньої злої сили, котра маніпулює расами сектору Копрулу і загрожує їм цілковитим знищенням. Розслідувавши цю справу, Рейнор встановив, що загадкове зло прагне смерті Сари і створення гібридів протоссів із зергами.
Зібравши докупи єдиний артефакт зі знайдених, Рейнор зустрів своїх безпосередніх працедавців, Фонд Мебіуса, керівником якого виявився син Арктура Менгска — Валеріан Менгск, що планував скинути батька. Валеріан об'єднав зусилля супроти зергів заради людства та для підняття свого статусу в очах населення.
Використання артефакту на Чарі повернуло Керріган людську подобу, що ослабило зергів. В цей час Тайкус ледь не вбив Керріган за наказом Менгска. Проте Рейнор вбив Тайкуса і зміг вивезти Сару з Чару.
Незадовго після цього Домініон відшукав Рейнора і викрав його. В пошуках Рейнора Сара виявила, що досі має владу над зергами і очолила їхній Рій. Після цього вона повернула собі подобу Королеви Клинків і почала наступ на Домініон. Вона розшукала прабатьківщину зергів, планету Зерус, де дізналася, що зерги були спотворені злою силою Амоном для служби собі. Це знання дозволило Сарі з'ясувати, що Надрозум обрав саме її правителькою Зергів, оскільки лише Сара володіла якостями аби протистояти Амону, котрий скоро повернеться в сектор. Рейнор, нажаханий перетворенням Сари, відкинув її допомогу в боротьбі з Менгском, але все ж вони зуміли досягти порозуміння перед обличчям загрози Амона.
Об'єднаними силами повстанців та зергів вдалося зломити оборону столиці Домініону і вбити Менгска. Але незадовго по тому Зератул, шукаючи спадок зел'наґа, виявив, що Амон вже прокинувся від сну і готовий завдати удару всім расам Копрулу. Скоро з'ясувалося, що Амон є одним із зел'наґа, який вбив інших представників свого виду, що перервати цикли розвитку життя у всесвіті та переробити все суще на свій розсуд. Він підкорив своїй волі більшість протоссів та частину зергів і терранів. Завдяки співпраці Джима Рейнора, Сари Керріган і Артаніса об'єднані сили трьох рас завадили втіленню задумів Амона. Його вдалося вигнати у вимір Порожнечі, звідки прийшли зел'наґа, але не знищити. Користуючись технологіями зел'наґа, флоти трьох рас пролетіли до Порожнечі, де перемогли армію Амона і стикнулися з другим вцілілим зел'наґа, Убосом. Той доручив Сарі взяти його силу і знищити Амона. після чого продовжити цикли життя. Зрештою Амона було остаточно знищено, після чого террани під проводом Валеріана Мегска вступили до епохи процвітання.